# لیختن‌اشتاین
لیختِن‌اِشتاین (آلمانی: [ˈlɪçtn̩ʃtaɪn] ())، با نام رسمی شاهزاده‌نشین لیختن‌اشتاین (آلمانی: Fürstentum Liechtenstein)، یک کشورک کوچک با ۱۶۰ کیلومتر مربع مساحت و ۳۷ هزارنفر جمعیت محصور در خشکی آلمانی‌زبان است که در نزدیکی رشته کوه آلپ، و در میان دو کشور اتریش و سوئیس قرار دارد. لیختن‌اشتاین یک پادشاهی مشروطه است و رئیس کشور شاهزادهٔ لیختن‌اشتاین است. درازای کشور لیختن‌اشتاین بر مبنای داده‌های جغرافیایی در بیشترین حالت ممکن فقط ۲۴ کیلومتر است. لیختن‌اشتاین از غرب و جنوب با سوئیس و از شرق و شمال با اتریش همسایه است. این کشور با مساحتی حدود ۱۶۰ کیلومتر مربع (۶۲ مایل مربع) و جمعیتی ۳۸٬۷۴۹ نفری چهارمین کشور کوچک اروپا محسوب می‌شود. لیختن‌اشتاین به ۱۱ شهرستان تقسیم شده‌است که بزرگترینِ آن‌ها شان است، و این در حالی است که پایتخت این کشور فادوتس نام دارد. این کشور همچنین کوچک‌ترین کشور جهان است که با دو کشور مرز مشترک دارد.
از نظر اقتصادی، لیختن‌اشتاین یکی از بالاترین سرانه‌های تولید ناخالص داخلی برای هر نفر در جهان را دارد. این کشور دارای یک بخش مالی قوی است که در فادوتس متمرکز است. این کشور زمانی به عنوان گریزگاه مالیاتی میلیاردرها شناخته می‌شد، اما اکنون چنین نیست. به عنوان یک کشور آلپی، لیختن‌اشتاین یکی از مقاصد علاقه‌مندان به ورزش‌های زمستانی است.
لیختن‌اشتاین یکی از اعضای سازمان ملل متحد، انجمن تجارت آزاد اروپا، و شورای اروپا است. اگرچه یکی از اعضای اتحادیه اروپا نیست، اما عضو منطقه شنگن و منطقه اقتصادی اروپا است. این کشور یک اتحادیه گمرکی و وحدت پولی با سوئیس دارد.

## جغرافیا

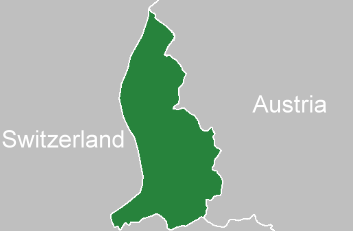

این کشور در مرکز اروپا قرار دارد و از شرق و شمال توسط اتریش و از غرب و جنوب توسط سوئیس احاطه شده‌است.
کوه‌های آلپ در شرق این شاهزاده‌نشین قرار دارد. غرب کشور متشکل از جلگهٔ سیلابی رود راین است. رودهای مهم آن راین و سامینا و بلندترین نقطه آن گروز پیتز است که ۲۵۹۹ متر ارتفاع دارد. این کشور آب و هوای آلپی معتدل دارد، البته دارای زمستان‌هایی بسیار سرد و تابستان‌هایی خنک است.
پایتخت لیختن‌اشتاین فادوتس است اما بزرگ‌ترین شهر این کشور، شان با ۵ هزار و ۵۰۰ نفر جمعیت می‌باشد.

## تاریخ
این کشور در سال ۱۸۶۸ اعلان بی‌طرفی کرد. لیختن‌اشتاین که به واسطهٔ خاک اتریش، از آلمان جدا می شود. تنها شاهزاده‌نشین آلمانی بود که در ۱۸۷۱ به امپراتوری آلمان نپیوست. از سال ۱۹۱۹ سوئیس مسئولیت سیاست خارجی لیختن‌اشتاین را بر عهده گرفت و از ۱۹۲۴ این کشور از اتحاد گمرکی و پولی با سوئیس برخوردار بوده‌است، با این حال از ۱۹۸۹ نقش فعال‌تری در عرصهٔ بین‌المللی به خود گرفته‌است.
شاهزاده هانس آدام دوم پس از مرگ پدرش فرانتز جوزف سوم در سال ۱۹۸۹ جایگزین او شد. ماریو فریک از اتحادیهٔ میهن‌پرستان در سال ۱۹۹۳ ریاست دولت را بر عهده گرفت. در سال ۲۰۰۱ نیز اوتمار هاسلر جای او را در سمت نخست‌وزیری گرفت.

## سیاست

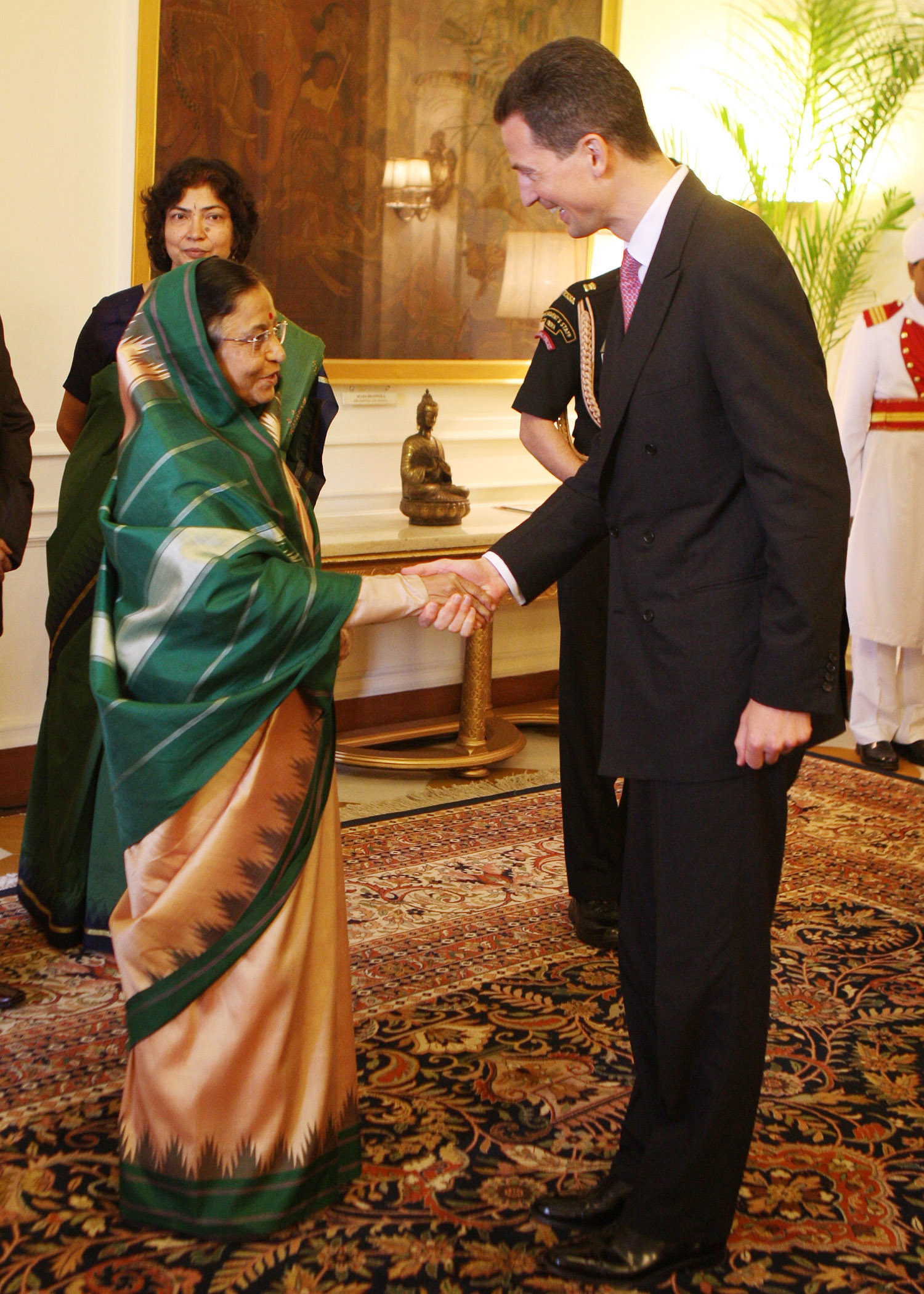
آلوئیس، شاهزاده ارثی لیختن‌اشتاین و پراتیبا پتیل رئیس جمهور هند

لیختن‌اشتاین یک کشور پادشاهی است با پارلمان ۲۵ نفره و دولتی ۵ نفره.  از سال ۱۹۸۴ در این کشور زنان نیز حق رأی دارند.
حکومت این کشور پادشاهی مشروطه و حاکم آن یک شاهزاده است. ۲۵ عضو لندستگ (پارلمان) تحت نظام تعیین تعداد نمایندگان به نسبت جمعیت هر منطقه با رأی تمامی افراد بالغ برای مدت چهار سال انتخاب می‌شوند. لندستگ ۵ نفر از جمله نخست‌وزیر را به عنوان کمیتهٔ ملی (کابینه) انتخاب می‌کند. نخست‌وزیر رسماً از سوی شاهزاده گمارده می‌شود. احزاب مهم سیاسی لیختن‌اشتاین عبارتند از اتحاد میهنی، حزب شهروند مترقی و حزب لیست آزاد (سبز).

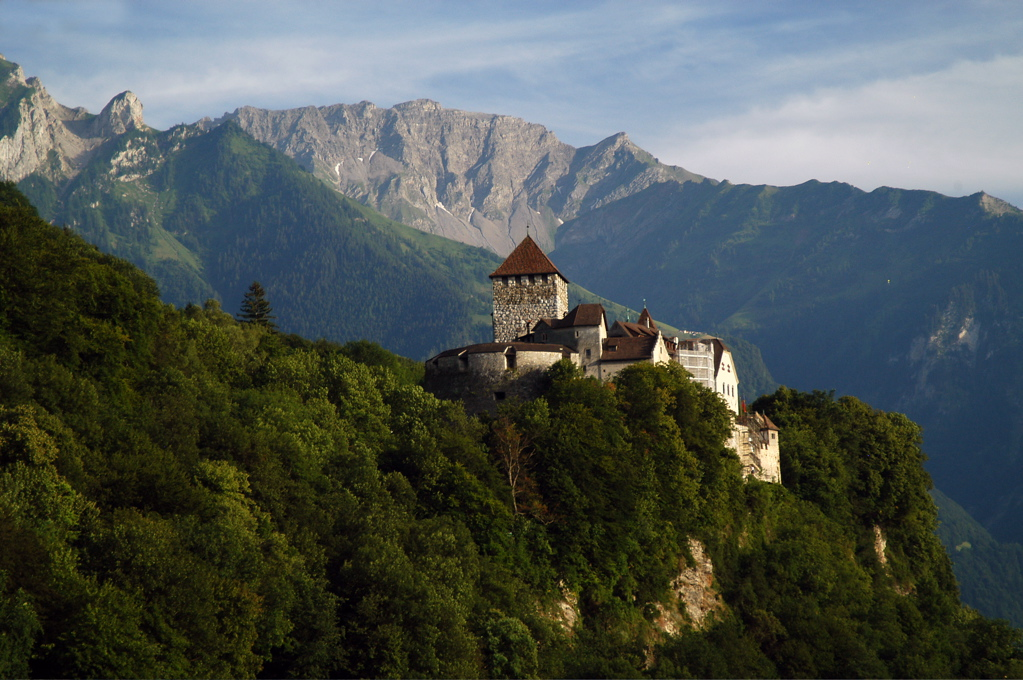
قلعه وادوز کاخ و اقامتگاه رسمی شاهزاده لیختن اشتاین است. این قلعه نام خود را از شهر وادوز، پایتخت لیختن‌اشتاین گرفته است که از بالای تپه مجاور آن مشرف است.

## مردم
آلمانی زبان رسمی لیختن‌اشتاین می‌باشد. دو سوم مردم این کشور لیختن‌اشتاینی‌اند.
دیگران مهاجرانی‌اند که بیشترشان از سوئیس، اتریش و آلمان آمده‌اند.
۶۵ ٪ از مردم این کشور را لیختن‌اشتاینی، ۱۰ ٪ را سوئیسی، ۵ ٪ را اتریشی و ۳ ٪ را آلمانی تشکیل می‌دهد، همچنین دین ۷۸ ٪ از لیختن‌اشتاینی‌ها، کاتولیک و ۸ ٪ پروتستان می‌باشد.

## تقسیمات کشوری

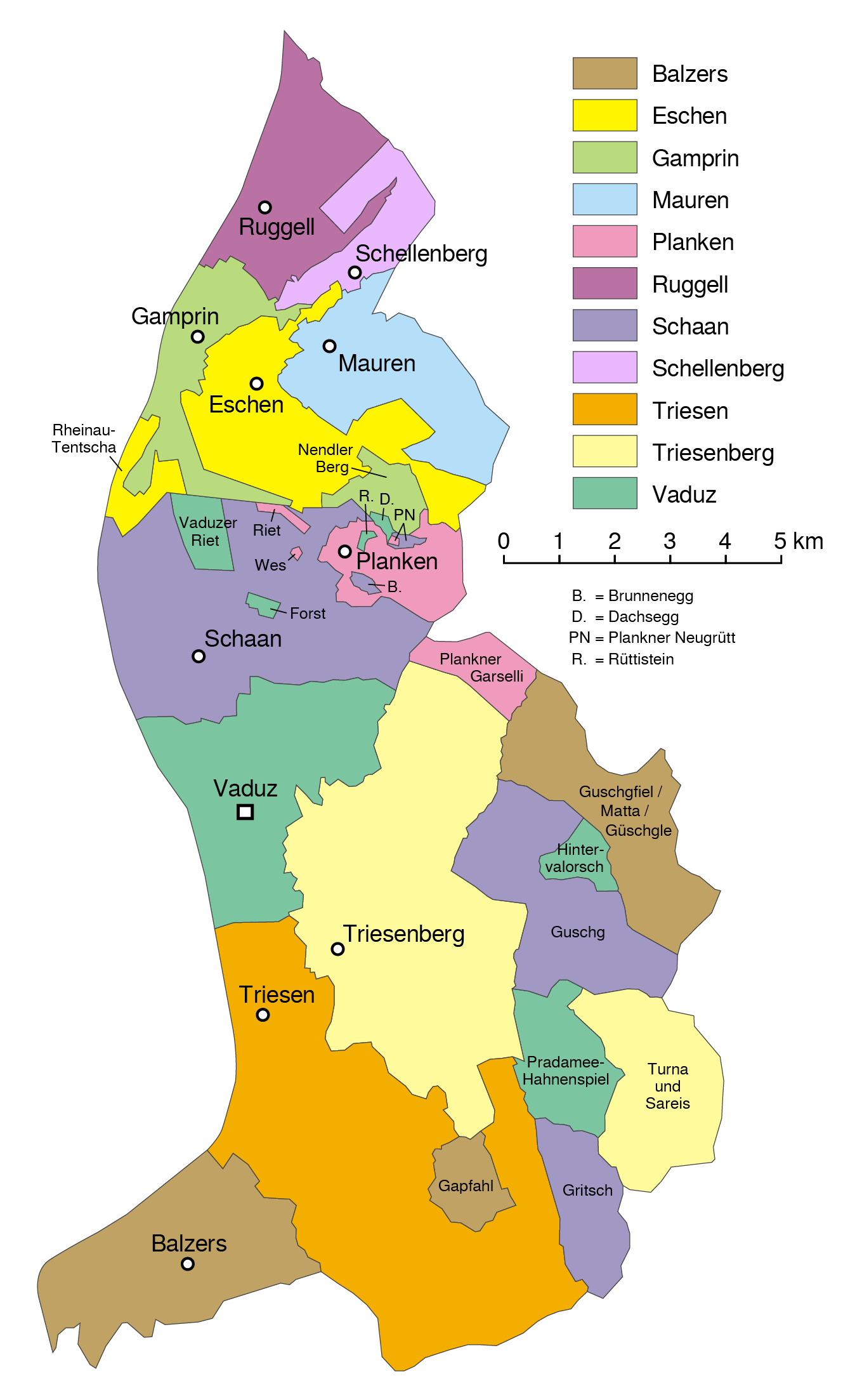
تقسیمات کشوری لیختن‌اشتاین

کشور لیختن‌اشتاین به ۱۱ شهرستان تقسیم شده‌است که بیشتر آن‌ها تنها از یک شهر تشکیل شده‌اند. ۵ شهرستان لیختن‌اشتاین که در شمال کشور قرار گرفته‌اند، بخش انتخاباتی اونترلاند را تشکیل می‌دهند و ۶ شهرستان باقی‌مانده بخش انتخاباتی اوبرلاند را.
بخش انتخاباتی اونترلاند:
- روگل
- شلنبرگ
- گامپرین
- اشن
- ماورن

بخش انتخاباتی اوبرلاند:
- شان
- پلانکن
- فادوتس
- تریزنبرگ
- تریزن
- بالزرس